# 韻府群玉
『韻府群玉』（いんぷぐんぎょく）は、宋末元初の陰時夫（生没年不詳）によって編纂された韻書。1307年成書。20巻。
平水韻106韻を採用し、その韻のもとに語彙の典故となる文献を配した類書の機能を兼ね備えた韻書である。清代の一大類書『佩文韻府』の底本となったことで知られる。
父、陰応夢（1224年—1314年）が作業を監督し、『韻府群玉』序を作り、兄陰幼達が注を作っている。